# Операція «Рімон 20»
Операція «Рімон 20» (іврит: רימון 20, англ.: Operation «Rimon 20», операція «Гілка») — кодова назва повітряного бою, в якому 16 винищувачів ізраїльських ВПС протистояли 20-ом винищувачам ВПС СРСР з сил, розміщених у Єгипті. Бій відбувся 30 липня 1970 року в ході Війни на виснаження, в результаті бою п'ять радянських винищувачів МіГ-21 були збиті ізраїльськими винищувачами F-4 Phantom і Mirage III.
Результат зіткнення призвів до укладання тривалого перемир'я між Єгиптом і Ізраїлем (8 серпня 1970 — жовтень 1973 року).

## Хід операції
Ізраїльським командуванням було прийнято рішення провести операцію 30 липня 1970 року. Близько полудня пара «Фантомів» атакувала РЛС виявлення в Сохні на західному березі Суецького каналу. Четвірка «Міражів» на граничній висоті рушила в глиб єгипетської території. Слідом, на мінімальній висоті вилетіла друга четвірка «Міражів» і четвірка «Фантомів» під командуванням Авігу Бен-Нуна.
Перша четвірка «Міражів» (демонстративна група) летіла парами, в яких літаки перебували на мінімально можливій відстані. На екранах радянських радарів вони були класифіковані як два літаки. В ефір виходили лише два льотчика, що літали раніше на розвідувальних «Міражах», і голоси яких були відомі місцевим радистам. Оператори радарів визначили четвірку винищувачів як два розвідувальних «Миража». На виносному командному пункті «Бір-Арейда» в цей час знаходився начальник штабу ВПС Єгипту генерал Хосні Мубарак і радник командувача ВПС Єгипту, командувач радянської авіаційної групи генерал-майор авіації Григорій Дольников. Мубарак попередив Дольникова, що ізраїльтяни заманюють радянських льотчиків у пастку, але той вважав, що два розвідувальних «Миража», які не мають озброєння, стануть легкою здобиччю і наказав підняти в небо двадцять «МіГів», щоб відрізати «Міражам» шляхи до відступу. З єгипетського аеродрому в Бені-Суейф (180 км на південь від Каїра) піднялися дві четвірки «МіГів» під командуванням капітана Юрченко. Ще дві четвірки «МіГів» під командуванням капітана Каменєва злетіли з аеродрому Ком-Аушім (120 км на південний схід від Каїра), п'ята четвірка піднялася з аеродрому в Катаміє.
Три групи «МіГів» наближалися до ланки «Міражів» на зустрічних курсах. Вісімка «МіГів» під командою капітана Юрченка зблизилася з демонстративною групою, але «Міражі» несподівано розвернулися на 180°. До команди переслідувачів також приєдналася вісімка «МіГів» під командуванням капітана Каменєва. Шістнадцять «МіГів» летіли за демонстративною ланкою «Міражів», маючи величезну перевагу. Коли ударна група зайняла вигідну позицію для здійснення головного удару, Мордехай Хід віддав наказ демонстративній групі завдати по «МіГам» допоміжний удар. Дві пари «Міражів» розійшлися в сторони, скинули підвісні баки з пальним, розвернулися і, зайнявши бойовий порядок, почали зближуватися з «МіГами».
Радянські льотчики замість двох розвідувальних літаків несподівано виявили четвірку «Міражів», після чого капітан Юрченко доповів на командний пункт: «Бачу четвірку винищувачів». Генерал Дольников віддав наказ на знищення «Міражів», але радянські льотчики не почули цю команду — о 14.20 ізраїльтяни включили радіоперешкоди та забили радянську лінію зв'язку. Радянські льотчики раптом виявили, що вони оточені вісьмома «Міражам» та блоковані зверху четвіркою «Фантомів». У цей момент четвірка «Міражів» завдала ракетного удару.
Генерал Хід ввів в бій ударну групу, яка йшла на малій висоті. Четвірка «Міражів» злетіла вгору, відкривши вогонь з гармат. Переключившись на запасну радіочастоту, радянські пілоти почали маневрувати, щоб піти від вогневого удару. Але вгору злетіла четвірка «Фантомів», які здійснили ракетну атаку при наборі висоти.
Перший «МіГ» був збитий гарматним вогнем «Міража», наступний — ракетою «Сперроу», пущеною Авігу Бін-Нуном. Ашер Снір збив «МіГ» ракетою на висоті 10 тисяч метрів. Пілот збитого «МіГа» катапультувався. Але Снір захопився погонею і не помітив атаку ззаду літака капітана Володимира Івлєва. Ракета Р-3С пошкодила «Міраж», після чого Снір вийшов з бою і зумів сісти в Рефідім. Після втрати четвертого і п'ятого «МіГів» Дольников віддав команду льотчикам відірватися від ізраїльтян і радянські льотчики стали виходити з бою.

## Наслідки
1 серпня 1970 в Каїр прилетів командувач ВПС СРСР маршал Павло Кутахов. Він призначив розслідування обставин збройного зіткнення з противником, а 2 серпня віддав наказ про припинення польотів радянських льотчиків в зоні Суецького каналу та заборонив радянським пілотам вступати в бій з ізраїльськими винищувачами.
Керівництво СРСР поінформувало єгипетську сторону, що далі не може надавати допомогу єгипетському уряду в забезпеченні недоторканності єгипетських повітряних рубежів. Як наслідок, Насер не міг продовжувати збройний конфлікт з Ізраїлем без повноцінної сторонньої допомоги, і змушений був погодитися на припинення вогню, яке набрало чинності опівночі з 7 на 8 серпня 1970 року. Перемир'я протрималося (не рахуючи кількох ексцесів) до жовтня 1973 року.